# Vysoký kámen
Vysoký kámen (niem. Hohestein lub Hoherstein, pol. Wysoki Kamień), 843 m n.p.m. – wzniesienie w Czechach w Górach Orlickich w Sudetach Środkowych.

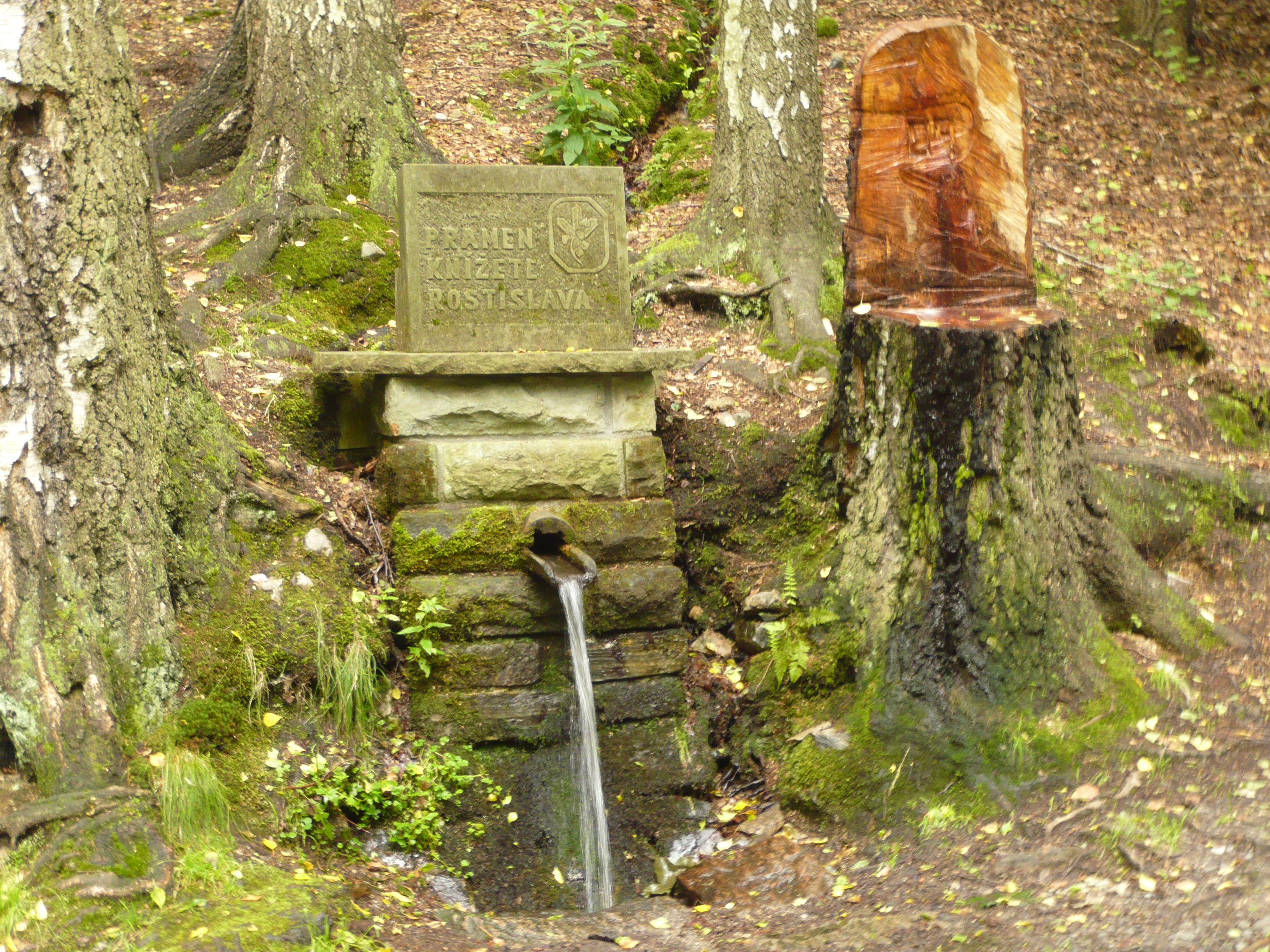
Źródło księcia Rościsława

Wzniesienie położone w Sudetach, w południowo-wschodnim narożniku Gór Orlickich na Pogórzu Bukovskim Gór Orlickich czes. Bukovohorská hornatina. Wznosi s się na obszarze parku przyrody (czes. Přírodní park Suchý vrch – Buková hora), około 7,4 km na zachód od centrum Králík i około 3,0  km na południe od granicy polsko-czeskiej.
Kopulaste wzniesienie o wyraźnie zaznaczonym wierzchołku i dość stromo opadających zboczach. Niewielkie siodło oddziela wzniesienie od sąsiedniego wzniesienia Buda położonego po wschodniej stronie. Wzniesienie stanowi wyraźną kulminacją pomiędzy dolinami rzek: (czes. Těchonínskýego potoku) na południu i Cichej Orlicy na północy. Wzniesienie jest najdalej wysuniętym na północ wzniesieniem Bukowskiego Pogórza.
Całe wzniesienie porasta las świerkowy z domieszką drzew liściastych, północne zbocze w partii przy szczytowej zajmuje niewielki bezleśny obszar, powstały w wyniku wiatrołomu. Partią grzbietową szczytu na kierunku od południowego wschodu na północny zachód rozciąga się system fortyfikacji i obiektów Grupy Warownej Bouda (czes. Dělostřelecká tvrz Bouda). Zbudowanej przed II wojną światową, w celu obrony ówczesnej rubieży przed Niemcami Na wschodnim zboczu w bliskiej odległości od szczytu znajduje się lekki schron LO vz. 37 oraz okazała gnejsowa skałka, od której wzniesienie nosi nazwę.
Na północ od szczytu położona jest miejscowość Lichkov, a u północno-zachodniego podnóża rozciąga się miejscowość Mladkov. Położenie góry na południowo-wschodnim skraju Gór Orlickich, oraz kształt czynią górę rozpoznawalną w terenie.

## Inne
- Na wzniesieniu wznosi się kilkanaście bunkrów wchodzących w skład czeskich fortyfikacji granicznych z lat 30. XX wieku.
- Na północny wschód około 3 km od szczytu wzniesienia znajdowały się byłe przejście graniczne do Polski kolejowe Międzylesie – Lichkov oraz drogowe Boboszów-Dolní Lipka.
- Na północno-zachodnim zboczu wzniesienia około 1,5 km od Mladkov znajduje się źródło księcia Rościsława, którego wody zawierają radon[4].

## Turystyka
Przez wzniesienie prowadzi:
- Piesza turystyczna magistrala Gór Orlickich – Szlak Aloisa Jiraska (czes. Jiráskova horská cesta), rozpoczynająca się w Rezerwacie przyrody „Ziemska Brama” (Zemská brána) i prowadząca na Suchy vrch przez schronisko(czes. Kašparowa Chata) na Adamie, Mladkov.
- Szlak dydaktyczy Betonowa granica, z systemami fortyfikacji granicznych z lat 1936–1938 prowadzący przez Artyleryjskie grupy warowne Bouda (czes.Dělostřelecká tvrz Bouda) i Adam.
- Niedaleko od szczytu na zachodnim zboczu wzniesienia Bouda w pobliżu przełęczy znajduje się muzeum, które mieści się w bunkrze piechoty K-S25.
- Ze szczytowej partii wzniesienia rozciąga się rozległy widok na Kotlinę Kłodzką, Masyw Śnieżnika, Góry Bystrzyckie oraz okoliczne wzniesienia i góry.